# Fluorid rhodičný
Fluorid rhodičný je anorganická sloučenina s chemickým vzorcem Rh4F20. Je to červená pevná látka.

## Příprava
Fluorid rhodičný lze připravit oxidací fluoridu rhoditého fluorem při teplotě 400 °C:
RhF3 + F2 → RhF5
Lze jej také připravit rozkladem fluoridu rhodiového.

## Struktura
Podle rentgenové krystalografie jsou rhodiová centra oktaedrická. Struktura je velmi podobná fluoridu rutheničnému, fluoridu osmičnému a fluoridu iridičnému. Všechny tyto fluoridy jsou tetramerní, což znamená, že mají molekulární strukturu [MF5]4. Délky vazby Rh-F pro můstkové fluoridové ligandy jsou obvykle asi o 0,2 Å delší než délky vazby Rh-F pro nemůstkové fluoridové ligandy. V případě fluoridu rhodičného jsou tyto délky v průměru 1,999(4) a 1,808(8) Å. Úhly Rh-F-Rh jsou v průměru 135°, což vede ke zvlněné struktuře. Naproti tomu ve fluoridu niobičného, fluoridu tantaličného, fluoridu molybdeničného a fluoridu wolframičného jsou centra M-F-M lineární.